# Epištolář
Epištolář nebo také epistolář (latinsky epistularium) je středověká liturgická kniha užívaná v západní církvi, která obsahuje perikopy pro čtení z biblických knih kromě evangelií, zejména pak z novozákonních listů apoštolů. Později jej (spolu s evangelistářem) nahradil lekcionář.